# Karl Patrick Lauk
Karl Patrick Lauk (Карл Патрик Лаук; Kuressaare, 9 de enero de 1997) es un ciclista profesional estonio que milita en las filas del conjunto Quick Pro Team.

## Trayectoria
En 2015 ganó una etapa del Trois Jours d'Axel durante su segundo año como júnior. Luego corrió de 2016 a 2018 en el Team Pro Immo Nicolas Roux, donde se destacó en el calendario amateur francés. También fue stagiaire profesional dos veces, en Astana Pro Team y luego dentro de la formación Fortuneo-Samsic.
En 2019 corrió con el equipo Continentale Groupama-FDJ y se convirtió en doble campeón sub-23 de Estonia y ganó una etapa del Alpes Isère Tour. Sin embargo, no fue fichado por el primer equipo del Groupama-FDJ, integrante del World Tour. Karl Patrick Lauk volvió al ciclismo amateur con el club Pro Immo Nicolas Roux en 2020. Rápido en el sprint, una vez más se distinguió por ser uno de los mejores ciclistas del circuito amateur francés donde ganó una etapa de la Vuelta a Rodas, otra del Baltic Chain Tour y otra del Tour de Guadalupe en 2021, en el calendario UCI.
Sus buenos resultados le permiten finalmente incorporarse al equipo profesional Bingoal WB en 2022.

## Palmarés
2017
- Tour de Estonia, más 1 etapa

2018
- 3.º en el Campeonato de Estonia en Ruta

2019
- 1 etapa del Alpes Isère Tour
- 2.º en el Campeonato de Estonia Contrarreloj

2020
- Essor Basque
- 2.º en el Campeonato de Estonia en Ruta

2021
- 1 etapa de la Vuelta a Rodas
- Tour de Estonia, más 1 etapa
- 2.º en el Campeonato de Estonia en Ruta
- Gran Premio de la Ville de Nogent-sur-Oise
- 1 etapa del Baltic Chain Tour
- 1 etapa del Tour de Guadalupe

2023
- 1 etapa de la Tropicale Amissa Bongo[1]
- Campeonato de Estonia en Ruta